# Girl of My Dreams
Girl of My Dreams (I Love You) ist ein Lied, das Sunny Clapp verfasste und 1927 veröffentlichte.

## Hintergrund
Der moderate Walzer Girl of My Dreams wurde erstmals von Blue Steele und seinem Orchester vorgestellt. Populär wurde der in C-Dur in der Form A geschriebene Song in den Vereinigten Staaten in der Version von Gene Austin für Victor Records. Die Melodie des Refrains beginnt mit einer Achtelnoten-Triole, die eine chromatische Skala ansteigt. Weitere Chromatik gibt es auch im Hauptthema.

## Erste Aufnahmen und spätere Coverversionen
Zu den Musikern, die den Song ab 1928 coverten, gehörten The Vagabonds (eine Gennett-Studioband um Tommy Dorsey), Jimmy McHugh Bostonians (Harmony, u. a. mit Sunny Clapp, Fud Livingston, Jack Pettis), Frank Ferera (Parlophon A4540), Adrian Schubert (Imperial 20121), Henry King and his Hotel Pierre Orchestra (Victor 24457) und Eddie Dunstedter (Orgel, Brunswick 3928). Der Diskograf Tom Lord listet im Bereich des Jazz insgesamt 208 (Stand 2015) Coverversionen, u. a. von Billy Kyle, Casa Loma Orchestra, Vic Lewis, Bob Crosby, Harry James, Cab Calloway, Frank Froeba, Jerry Jerome,  Ike Quebec, Charlie Ventura, Dizzy Gillespie/Stan Getz, Erroll Garner, Marty Napoleon, Louis Armstrong (Jazz on a Summer’s Day). Girl of My Dreams wurde auch von Perry Como gecovert.